# Dainbach
Dainbach ist ein Stadtteil von Bad Mergentheim im Main-Tauber-Kreis im Nordosten Baden-Württembergs. Es ist der einzige ehemals badische Stadtteil von Bad Mergentheim.

## Geographie

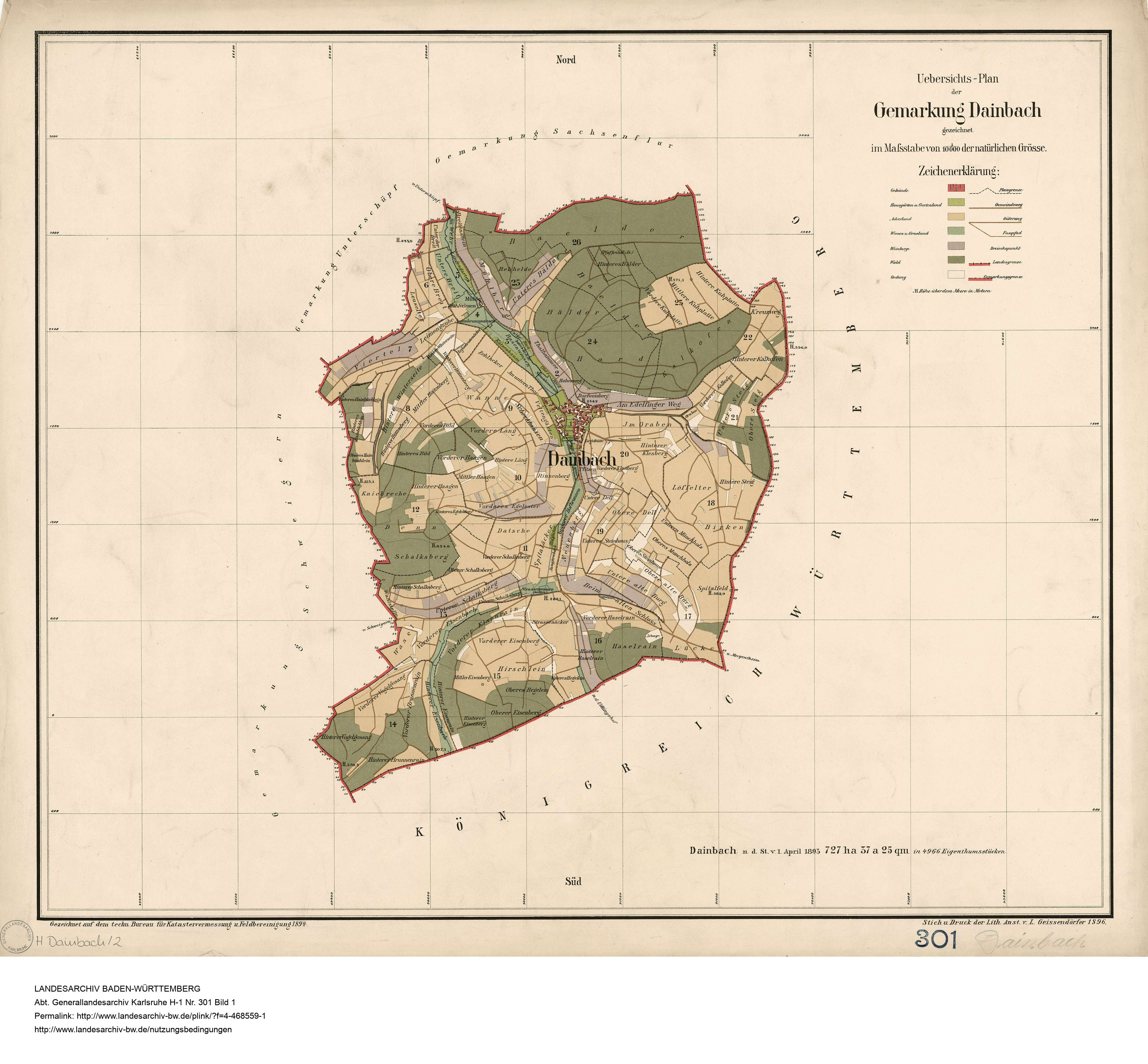
Gemarkung von Dainbach, 1896

Dainbachs Gemarkung umfasst etwa 7,276 km².

## Geschichte
Um 1100 wurde der Ort, eine Siedlung aus fränkischer Zeit, erstmals urkundlich erwähnt. Im Laufe der frühen Neuzeit geriet der Ort zunehmend unter den Einfluss der Kurpfalz und unterstand dem Amt Boxberg. Mit diesem war das Dorf von 1691 bis 1740 an das Hochstift Würzburg und von 1732 bis 1803 an den Deutschen Orden verpfändet. Nach kurzer Zugehörigkeit zum Fürstentum Leiningen (1806 – 1806) fiel Dainbach im Zuge der Mediatisierung an das Großherzogtum Baden.
Am 1. Dezember 1972 wurde Dainbach in die Stadt Bad Mergentheim eingegliedert. Im Gegensatz zu allen anderen Bad Mergentheimer Stadtteilen, die zum vormals württembergischen Landkreis Mergentheim gehörten, war Dainbach zuvor dem ehemals badischen Landkreis Tauberbischofsheim zugeordnet. Als die beiden Altkreise am 1. Januar 1973 im Rahmen der baden-württembergischen Kreisreform aufgelöst wurden, gehörte somit auch Dainbach in der Folge zum neu gebildeten Tauberkreis, der am 1. Januar 1974 seinen heutigen Namen Main-Tauber-Kreis erhielt.

## Kulturdenkmale
- Evangelische Kirche zur Allerheiligsten Dreifaltigkeit
- Katholische Kirche St. Wendelin von 1899.[4] Die Wendelinskirche ist eine Filialgemeinde der katholischen Kirchengemeinde Unterschüpf, einem Stadtteil von Boxberg. Da es sich bei Dainbach um den einzigen ehemals badischen Stadtteil von Bad Mergentheim handelt, gehört die Kirche zur Seelsorgeeinheit Boxberg-Ahorn, die dem Dekanat Tauberbischofsheim des Erzbistums Freiburg zugeordnet ist.[5]

## Wirtschaft und Infrastruktur

### Weinanbau
Als einziger ehemals badischer Stadtteil Bad Mergentheims gehört Dainbach zum Weinbaubereich Tauberfranken und besitzt somit das Bocksbeutelprivileg.